# Jimmy Jackson (Fußballspieler, 1875)
James „Jimmy“ Jackson (* 15. September 1875 in Cambuslang; † unbekannt) war ein schottisch-australischer Fußballspieler.
Jacksons Familie emigrierte von Schottland nach Australien, wo er aufwuchs und wo er seine Senior-Fußballkarriere noch in seinen frühen Teenagerjahren begann. Der australische Fußball bildete sich noch und Jackson spielte für Teams aus Bergbaugebieten wie South New Lambton, bevor er sowohl für Hamilton als auch für Adamstown Rosebud spielte. Er kehrte 1893 nach Schottland zurück, trat im Junior Football und kurz für die Rangers auf, bevor er nach England zog, um Newcastle United beizutreten. Zwei Jahre später unterschrieb er einen Vertrag beim FC Arsenal, wo er sechs Saisons verbrachte und den Verein in seiner Eröffnungssaison in der Football League First Division leitete. Nach einer kurzen Zeit als Spieler-Manager von Clapton Orient und fünf Monaten bei West Ham United der Southern Football League trat er für zwei Saisons zu Rangers zurück. Er beendete seine Karriere mit Auftritten in vier weiteren Vereinen der Scottish League: Port Glasgow Athletic, Hamilton Academical, Greenock Morton und FC Abercorn.

## Leben und Karriere
Jackson wurde in Cambuslang, Lanarkshire, Schottland, geboren, seine Familie emigrierte jedoch nach Australien, als er zwei Jahre alt war. Der junge Jackson wuchs in New South Wales auf und spielte bereits als Jugendlicher Fußball. Es wird angenommen, dass er der jüngste Spieler war, der im Seniorenfußball in diesem Land aufgetreten ist, nachdem er 1889 im Alter von 13 Jahren und 7 Monaten für Hamilton Athletic gespielt hat. Er blieb für die Saison 1890 bei Hamilton, dann wechselte er 1891 nach Adamstown Rosebud.
Jackson kehrte 1893 nach Schottland zurück. Er spielte Junior Football für Newton Thistle und Cambuslang und unterschrieb dann 1896 einen Vertrag bei den Glasgow Rangers, erschien aber nur einmal in ihrem Scottish League-Team.
Er wurde im Mai 1897 an Newcastle United verkauft und spielte zwei Saisons lang für sie, was ihnen dazu verhalf, zur Saison 1897/98 in die Football League First Division aufzusteigen.
1899 trat er dem FC Arsenal bei, angezogen von der Bereitschaft des Vereins, ihm bei der Eröffnung eines Sportgeschäfts zu helfen. Er gab sein Debüt gegen Leicester Fosse am 2. September 1899, und für die nächsten sechs Saisons war er ein Stammgast im Club und spielte entweder in der linken Verteidigungs- oder Flügelhälfte. In der Aufstiegssaison 1903/04 war er Unterstützer der Gunners und leitete den Club in seiner ersten First-Division-Saison 1904/05. Insgesamt spielte er 204 Liga- und FA-Cup-Spiele für Arsenal und erzielte ein Tor. Er erreichte die höchste internationalen Anerkennung, während er bei Arsenal war, und spielte in der März 1905 Ausgabe des jährlichen Probespiels Home Scots gegen Anglo-Scots.
Jackson verließ Arsenal 1905, um Spieler-Manager von Clapton Orient zu werden, der neu in die Southern Football League aufgenommen wurde, aber er verweilte nur kurz. Im November desselben Jahres unterzeichnete er für West Ham United, für den er für den Rest ihrer Southern-Football-League-Saison 1905/06 immer präsent war, bevor er 1906 wieder zu Rangers kam.
Er spielte in 30 Ligaspielen über zwei Saisons bei den Glasgow Rangers, bevor er zu Beginn der Saison 1908/09 für einen anderen Club der First Division, Port Glasgow Athletic, unterschrieb. Im Januar 1910 weigerte sich Jackson, in einem schottischen Cup-Unentschieden zu spielen, weil ihm behauptet wurde, dass ihm erhebliche Lohnrückstände von etwa 21 Pfund geschuldet wurden; der Verein verhängte ihm eine Geldstrafe von 20 Pfund und suspendierte ihn bis zum Ende der Saison. Der Scottish Football Association entschied zu Gunsten Jacksons über die Löhne, die bis zu seiner Weigerung zu spielen fällig waren, bestätigte aber die Vereinsstrafe. Er trat Hamilton Academical für die Zeit bei, welche von der Saison übrig geblieben war.
Im Mai 1910 unterschrieb er einen Vertrag bei Greenock Morton, wo er in 22 ihrer 34 Spiele in der First Division spielte. Zu Beginn der folgenden Saison unterschrieb er für den Division Two Club FC Abercorn und blieb bis 1914/15 beim Paisley-Club.

## Privatleben
Die Jacksons waren eine sportliche Familie. Er hatte zwei Söhne, die Fußballer wurden: Der Älteste, James („Jimmy“), spielte mehr als 200 Mal für den FC Liverpool, bevor er zum Minister in der Presbyterianischen Kirche ordiniert wurde; der Jüngere, Archie, spielte für den AFC Sunderland und die Tranmere Rovers. Sein Bruder Andrew Jackson (20 Jahre älter) spielte in den 1880er Jahren für Schottland; Andrews Sohn Andy spielte für den FC Middlesbrough, bevor er im Ersten Weltkrieg getötet wurde. Jimmys Neffe war der australische Test Cricketer Archie Jackson.